# Metaruncina nhatrangensis
Metaruncina nhatrangensis is een slakkensoort uit de familie van de Runcinidae. De wetenschappelijke naam van de soort werd voor het eerst geldig gepubliceerd in 2005 door Chernyshev.